# Museo de arte moderno de la República Srpska
El Museo de Arte Contemporáneo de República Srpska (en serbio: Музеј савремене умјетности Републике Српске) es un museo que se encuentra en Banja Luka, la capital de República Srpska, una de las divisiones de Bosnia y Herzegovina. Sus orígenes se remontan a 1971 y este posee una colección particular de pinturas, esculturas, dibujos y acuarelas, un total de cerca de 1.300 obras, en su mayoría creados en la segunda mitad del siglo XX.